# Trockenwald-Feldmaus

Fundort des Typusexemplars

Die Trockenwald-Feldmaus oder Wald-Graslandmaus (Akodon sylvanus) ist ein im zentralen Südamerika verbreitetes Nagetier in der Gattung der Südamerikanischen Feldmäuse. Die Population wurde zeitweilig mit der Azara-Feldmaus (Akodon azarae) zu einer Art zusammengefasst.

## Merkmale
Dieser recht große Gattungsvertreter erreicht eine Kopf-Rumpf-Länge von 83 bis 114 mm, eine Schwanzlänge von 68 bis 89 mm und ein Gewicht von 16 bis 35,5 g. Es sind 22 bis 27 mm lange Hinterfüße und 14 bis 21 mm lange Ohren vorhanden. Auf dem ganzen Körper kommt olivbraunes Fell vor, in das einige schwarze Haare eingestreut sind. Die Trockenwald-Feldmaus hat gelegentlich einen dunklen Augenring und die Unterseite des Schwanzes ist nur undeutlich heller.

## Verbreitung und Lebensweise
Die Art bewohnt das Gebirge Sierra de Santa Bárbara in der Provinz Jujuy im Nordwesten von Argentinien und vermutlich angrenzende Gebiete in Bolivien. Sie hält sich in 900 bis 2400 Meter Höhe auf. Diese Feldmaus bewohnt Wälder und Grasländer der Naturregionen Yunga und Gran Chaco.
Außer einem Beginn der Fortpflanzungszeit im zeitigen Frühjahr ist nichts zur Lebensweise bekannt.

## Gefährdung
Regional können sich Forstwirtschaft und Umwandlung der Wälder in Ackerland negativ auswirken. Im Verbreitungsgebiet liegen einige Schutzzonen. Die IUCN listet die Trockenwald-Feldmaus als nicht gefährdet (least concern).